# Settime
Settime is een gemeente in de Italiaanse provincie Asti (regio Piëmont) en telt 561 inwoners (31-12-2004). De oppervlakte bedraagt 6,7 km², de bevolkingsdichtheid is 84 inwoners per km².

## Demografie
Settime telt ongeveer 259 huishoudens. Het aantal inwoners steeg in de periode 1991-2001 met 3,3% volgens cijfers uit de tienjaarlijkse volkstellingen van ISTAT.
| Jaar | Inwoneraantal |
| ---- | ------------- |
| 1991 | 520           |
| 2001 | 537           |

## Geografie
Settime grenst aan de volgende gemeenten: Asti, Chiusano d'Asti, Cinaglio.